# Antonio Gates
Antonio Mitchell Gates,Jr. (18 de junho de 1980, Detroit, Michigan) é um ex-jogador de futebol americano que jogava na posição de tight end pelos Chargers da National Football League (NFL). Ele foi selecionado no Draft de 2003 e foi considerado um dos maiores jogadores de sua posição na história da liga, sendo selecionado para oito Pro Bowls e nomeado cinco vezes All Pro.
Em 2025, foi indicado para o Salão da Fama do futebol americano.

## Estatísticas
|          |             |     | Recebendo | Recebendo | Recebendo      | Recebendo |
| Ano      | Time        | J   | Rec       | Jardas    | Jardas/ jogada | TDs       |
| -------- | ----------- | --- | --------- | --------- | -------------- | --------- |
| 2003     | San Diego   | 15  | 24        | 389       | 16,2           | 2         |
| 2004     | San Diego   | 15  | 81        | 964       | 11,9           | 13        |
| 2005     | San Diego   | 15  | 89        | 1 101     | 12,4           | 10        |
| 2006     | San Diego   | 16  | 71        | 924       | 13,0           | 9         |
| 2007     | San Diego   | 16  | 75        | 984       | 13,1           | 9         |
| 2008     | San Diego   | 16  | 60        | 704       | 11,7           | 8         |
| 2009     | San Diego   | 16  | 79        | 1 157     | 14,6           | 8         |
| 2010     | San Diego   | 10  | 50        | 782       | 15,6           | 10        |
| 2011     | San Diego   | 13  | 64        | 778       | 12,2           | 7         |
| 2012     | San Diego   | 15  | 49        | 538       | 11,0           | 7         |
| 2013     | San Diego   | 16  | 77        | 872       | 11,3           | 4         |
| 2014     | San Diego   | 16  | 69        | 821       | 11,9           | 12        |
| 2015     | San Diego   | 11  | 56        | 630       | 11,3           | 5         |
| 2016     | San Diego   | 14  | 53        | 548       | 11,3           | 7         |
| 2017     | Los Angeles | 16  | 28        | 316       | 10,5           | 3         |
| 2018     | Los Angeles | 16  | 28        | 333       | 11,9           | 2         |
| Carreira |             | 236 | 955       | 11 841    | 12,4           | 116       |